# Royston Head
Royston Head är en udde i Australien. Den ligger i delstaten South Australia, omkring 160 kilometer väster om delstatshuvudstaden Adelaide.
Trakten runt Royston Head är nära nog obefolkad, med mindre än två invånare per kvadratkilometer.. Närmaste större samhälle är Marion Bay, omkring 16 kilometer öster om Royston Head. 
Genomsnittlig årsnederbörd är 772 millimeter. Den regnigaste månaden är juni, med i genomsnitt 139 mm nederbörd, och den torraste är januari, med 22 mm nederbörd.